# Atomizzazione
Nella spettroscopia atomica, l'atomizzazione è il processo chimico-fisico mediante il quale un campione fluido viene convertito nei suoi atomi costitutivi con stato di ossidazione zero (atomi zerovalenti).
Per atomizzare il campione si usa una sorgente di calore, che in base alla tecnica può essere una fiamma, il fornetto di grafite o un plasma. Il campione liquido viene prima nebulizzato, quindi viene fatto evaporare ed infine è atomizzato.
Se si usa un sistema a fiamma, la soluzione viene aspirata da una cannula e nebulizzata. Le goccioline della soluzione vengono trasportate nella fiamma in cui verrà vaporizzato il solvente e bruciate le sostanze organiche. Le gocce di nebulizzato vengono preventivamente selezionate tramite un sistema di abbattimento, in modo da trattare solo le gocce più minute. Infatti le gocce con un diametro elevato o un eccesso di soluzione nebulizzata possono provocare l'abbassamento della temperatura di fiamma.
Questo processo assume particolare importanza per esempio nelle tecniche di assorbimento atomico, con le quali si analizzano i singoli atomi e non le molecole nei quali sono contenuti.